# فرانك هايد
فرانك هايد (بالإنجليزية: Frank Hyde)‏ (11 يناير 1927 في المملكة المتحدة - 11 مايو 2004 ببارنسلي في المملكة المتحدة) هو مدرب كرة قدم ولاعب كرة قدم بريطاني في مركز حراسة المرمى. لعب مع نادي سكاربورو.